# 高山市立松倉中学校
高山市立松倉中学校 （たかやましりつ まつくらちゅうがっこう）は、岐阜県高山市にある公立中学校。
西小学校、南小学校、花里小学校、新宮小学校などの児童が進学する。

## 沿革
- 1947年（昭和22年）4月 - 高山市立第二中学校として開校。本校は南小学校の校舎の一部を使用。旧・青年学校校舎に分校を設置。
- 1948年（昭和23年） - 旧・斐太農林学校校舎[注釈 1]に移転。分校を廃止。
- 1954年（昭和29年）7月 - 現在地に校舎が完成し、移転する[注釈 2]。
- 1961年（昭和36年）4月 - 高山市立松倉中学校に改称する。
- 1986年（昭和56年） - 新校舎（鉄筋コンクリート造4階建）が完成。

## 交通アクセス
- 高山本線高山駅より徒歩約15分。

## 著名な卒業生
- 上田正樹（R&B・ソウルシンガー、シンガーソングライター）

・清水ミチコ